# جواد نیک‌بین
جواد نیک‌بین (زادهٔ ۱ بهمن ۱۳۶۲) روحانی و سیاستمدار اهل بند قراء، شهرستان کوهسرخ و نمایندهٔ دوره‌های یازدهم و دوازدهم مجلس شورای اسلامی است. نیک‌بین در یازدهمین انتخابات مجلس شورأی اسلامی با کسب ۲۹ هزار و ۴۸۷ رأی از مجموع ۱۲۶ هزار و ۶۹۶ رأی ماخوذه صحیح، با شعار «ما بر آن عهد که بستیم هستیم»، از حوزه انتخابیه کاشمر، بردسکن، خلیل‌آباد و کوهسرخ در استان خراسان رضوی انتخاب گردید. وی برای دومین بار متوالی در دوازدهمین انتخابات مجلس شورأی اسلامی از حوزه انتخابیه کاشمر، بردسکن، خلیل‌آباد و کوهسرخ در استان خراسان رضوی با ۴۳ هزار و ۵۲۳ رأی از مجموع ۱۳۳ هزار و ۹۲۱ رأی ماخوذه صحیح انتخاب شد.

## دیدگاه‌ها

### اوین را آمریکا آتش زد
بعد از آتش‌سوزی زندان اوین در میانهٔ خیزش ۱۴۰۱ ایران جواد نیک‌بین مدعی شد «وزیر خارجه آمریکا ۴۰ دقیقه قبل از آتش گرفتن اطلاع داشت» و «اوین را خودشان با آدم‌های خودشان آتش زدند».

### لایحه عفاف و حجاب
وی در ۲۲ مرداد ۱۴۰۲ دربارهٔ لایحه عفاف و حجاب گفت: «مجلس شورای اسلامی مخالف بی‌بندوباری و بی‌حیایی است و ما موافق عفاف و حجاب هستیم. مجلس به صورت محکم مقابل معارضان و مقابله کنندگان با افراد محجبه می‌ایستد و برای ما پذیرفتنی نیست که در برخی نقاط کشور زنان محجبه جرئت نمی‌کنند حضور یابند».

### حمله اکتبر ۲۰۲۴ ایران به اسرائیل
نیک‌بین فردای حملهٔ اکتبر ۲۰۲۴ ایران به اسرائیل در مجلس شورای اسلامی گفت: «هفت آسمان و اوج فلک را که رد کنی. قدت نمی‌رسد که سیدعلی را رصد کنی».

### برکناری رئیس بهزیستی کاشمر
وی در ۴ آذر ۱۴۰۳ دربارهٔ برکناری اعظم حسن‌زاده (رئیس بهزیستی کاشمر) که به‌دلیل اتهام به قصور داشتن در قتل مهسا گلستانی برکنار شد، گفت: «در این اتفاق باید افراد دیگری عزل می‌شدند». نیک‌بین افزود: «عزل خانم حسن‌زاده از سمت ریاست بهزیستی کاشمر غیرقانونی، غیرشرعی و غیرمنصفانه بوده است».

### قانون عفاف و حجاب
نیک‌بین در تاریخ ۲۶ آذر ۱۴۰۳ دربارهٔ قانون عفاف و حجاب گفت: «عفاف و حجاب مقوله‌ای چندضلعی است و با تحکم و اعمال زور نمی‌توان آن را اجرا کرد. درعین‌حال، اجرای قانون باید به گونه‌ای باشد که مردم با یکدیگر درگیر نشوند و احساس آرامش کنند». سپس بیان داشت که: «همیشه زمینهٔ اجرای قانون عفاف و حجاب است اما دولت باید در نحوهٔ اجرا مراقبت کند که اتفاقی مثل مهسا امینی (خیزش ۱۴۰۱ ایران) نیفتد. ما نباید مردم را عصبانی و شرطی کنیم بلکه باید با زبان نرم قانون را اجرایی کنیم».
وی در تاریخ ۱۹ بهمن ۱۴۰۳ نیز گفت: «من شنیده‌ام افرادی که جلوی مجلس برای ابلاغ قانون حجاب تجمع کرده‌اند، پول می‌گیرند! وزارت اطلاعات و دستگاه‌های امنیتی بررسی کنند این پول‌ها از کجا می‌آید». این سخنان که در مجلس شورای اسلامی بیان گردید، باعث شد تا برخی از نمایندگان مجلس از جملهٔ آن‌ها حمید رسایی (نمایندهٔ حوزه انتخابیه تهران) با نیک‌بین درگیری لفظی پیدا کنند. نیک‌بین فردای آن روز تأکید داشت: «چون گفتم عده‌ای معدود برای تجمعات حجاب پول می‌گیرند، ۴ هزار پیامک فحش برای من فرستادند و به من گفتند حرامزاده ولدزنا.».